# Bathyplotes moseleyi
Bathyplotes moseleyi är en sjögurkeart. Bathyplotes moseleyi ingår i släktet Bathyplotes och familjen slangsjögurkor. Inga underarter finns listade i Catalogue of Life.